# Гарячинці
Гарячинці — колишнє село, яке розташовувалося у долині річки Калюс, північніше с. Калюса, належало до Новоушицького району Хмельницької області. 
У 1981 році затоплене при створенні Дністровського водосховища. Підпір від водосховища затопив долину Калюса на 10 км на північ, це призвело до затоплення території села. 

## Історія
За даними видання «Волости и важнѣйшія селенія Европейской Россіи» (1885): «Гарячинці — колишнє власницьке село при річці Калюс, 558 осіб, 94 дворових господарств, православна церква, заїжджий будинок, 3 водяних млини». Входило до складу Калюської волості Ушицького повіту Подільської губернії. 
1923 року територія Калюської волості ввійшли до складу Калюського району. Після ліквідації Калюського району 3 червня 1925 року ця територія ввійшла до складу Новоушицького району. Підпорядковувалися Куражинській сільській раді
У зв'язку з будівництвом Дністровського гідровузла рішенням Хмельницького облвиконкому від 27 жовтня 1981 року село Гарячинці виключено з облікових даних.

## Світлини гарячинецьких хат з Національного музею архітектури та побуту України у Пирогові

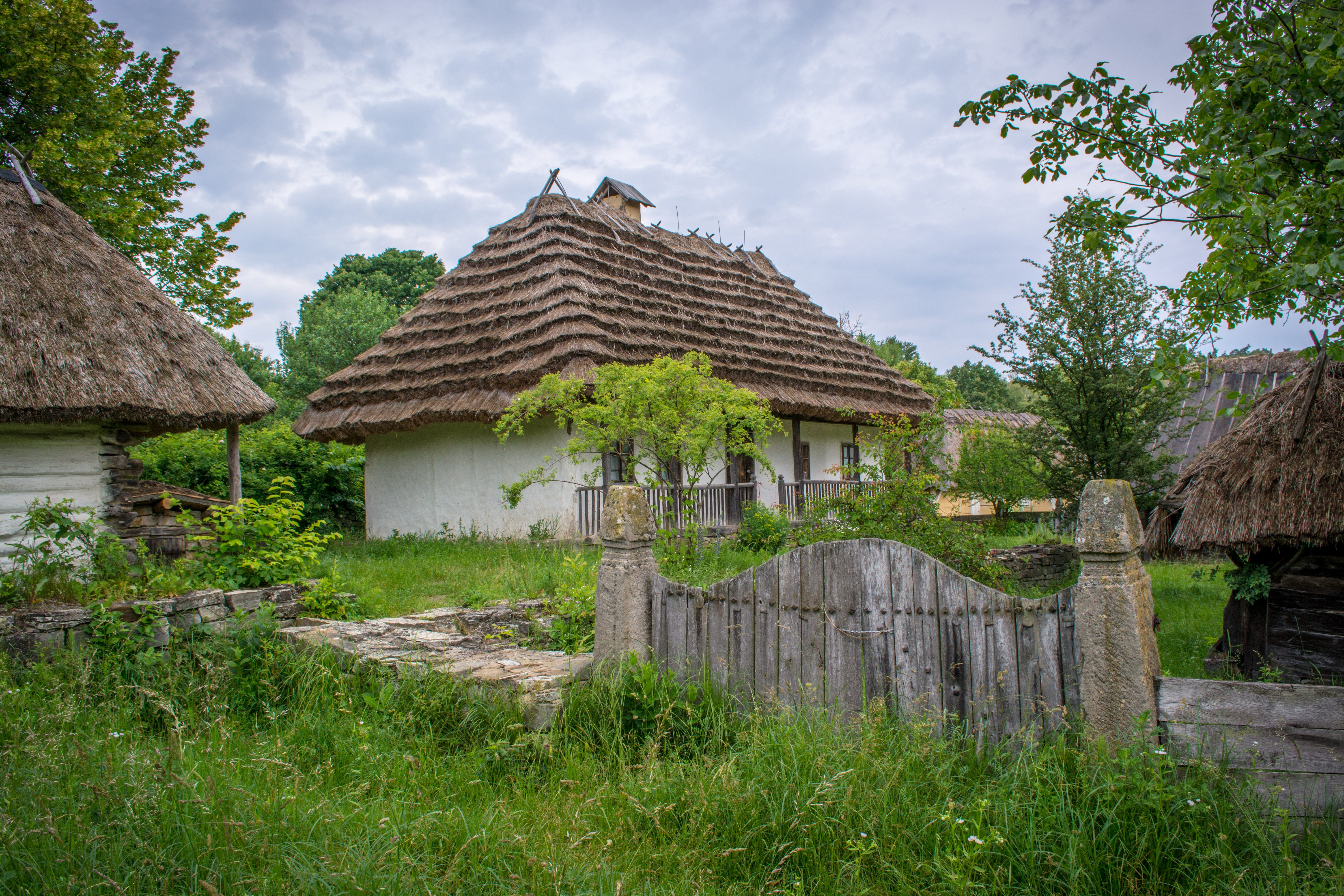
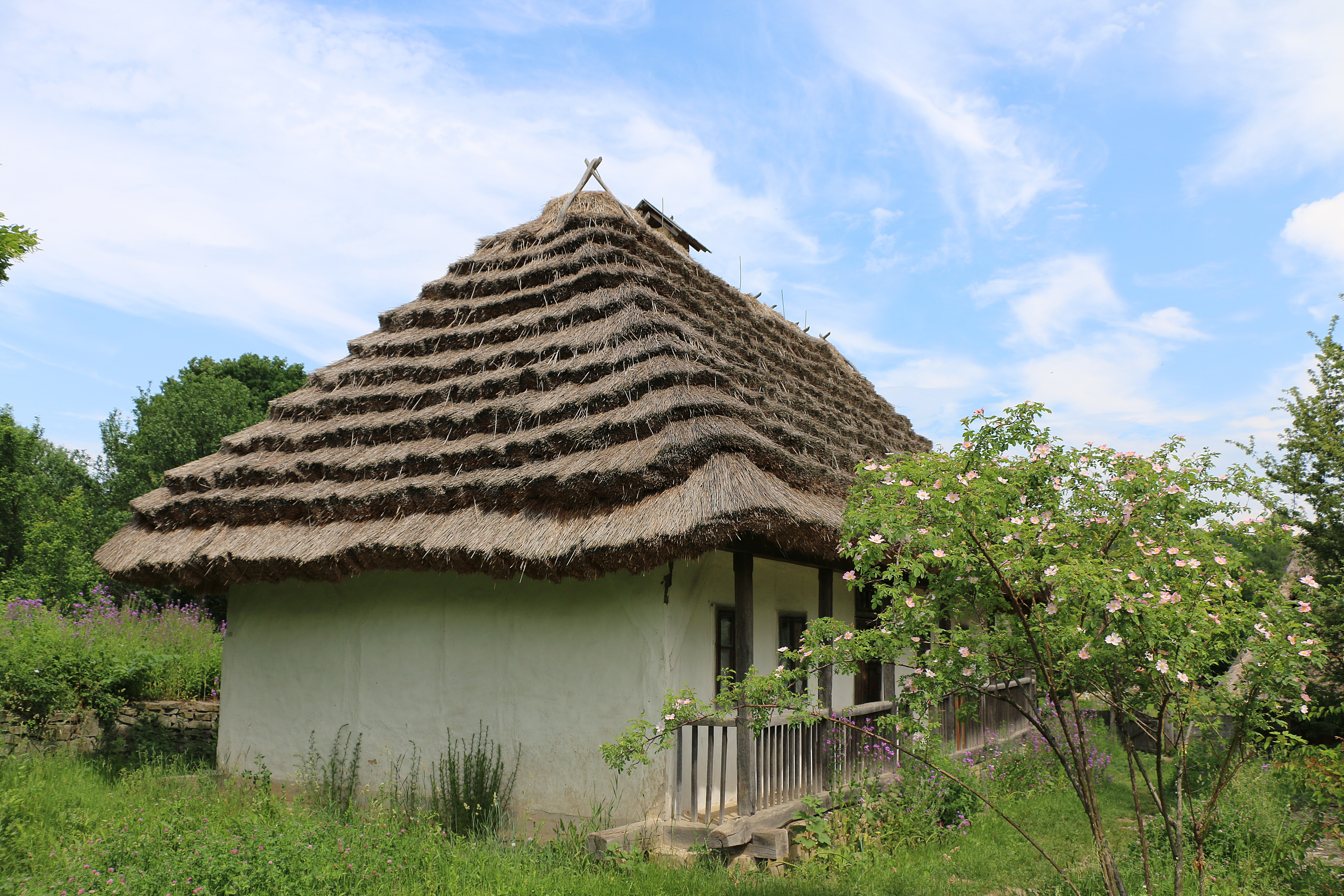
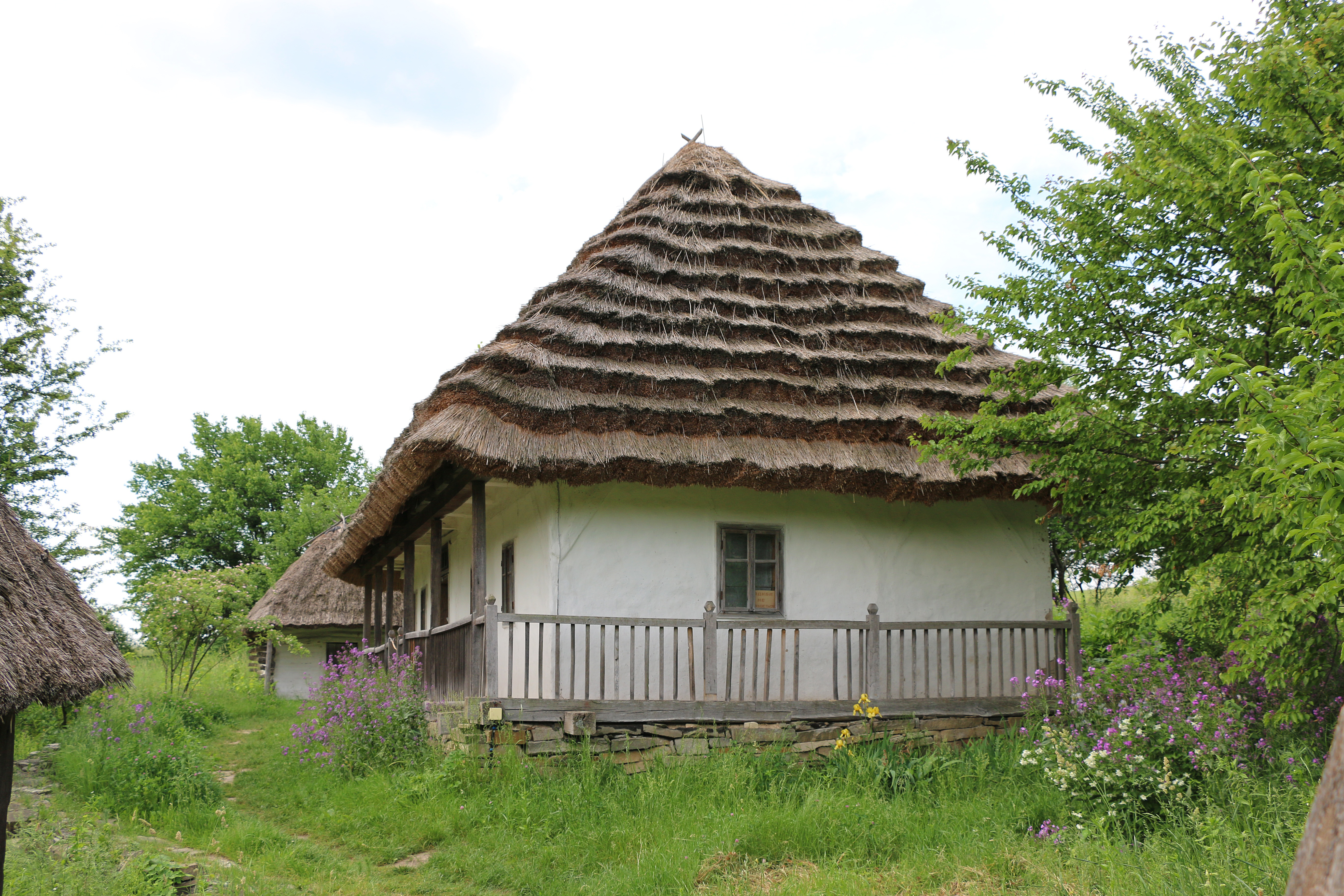
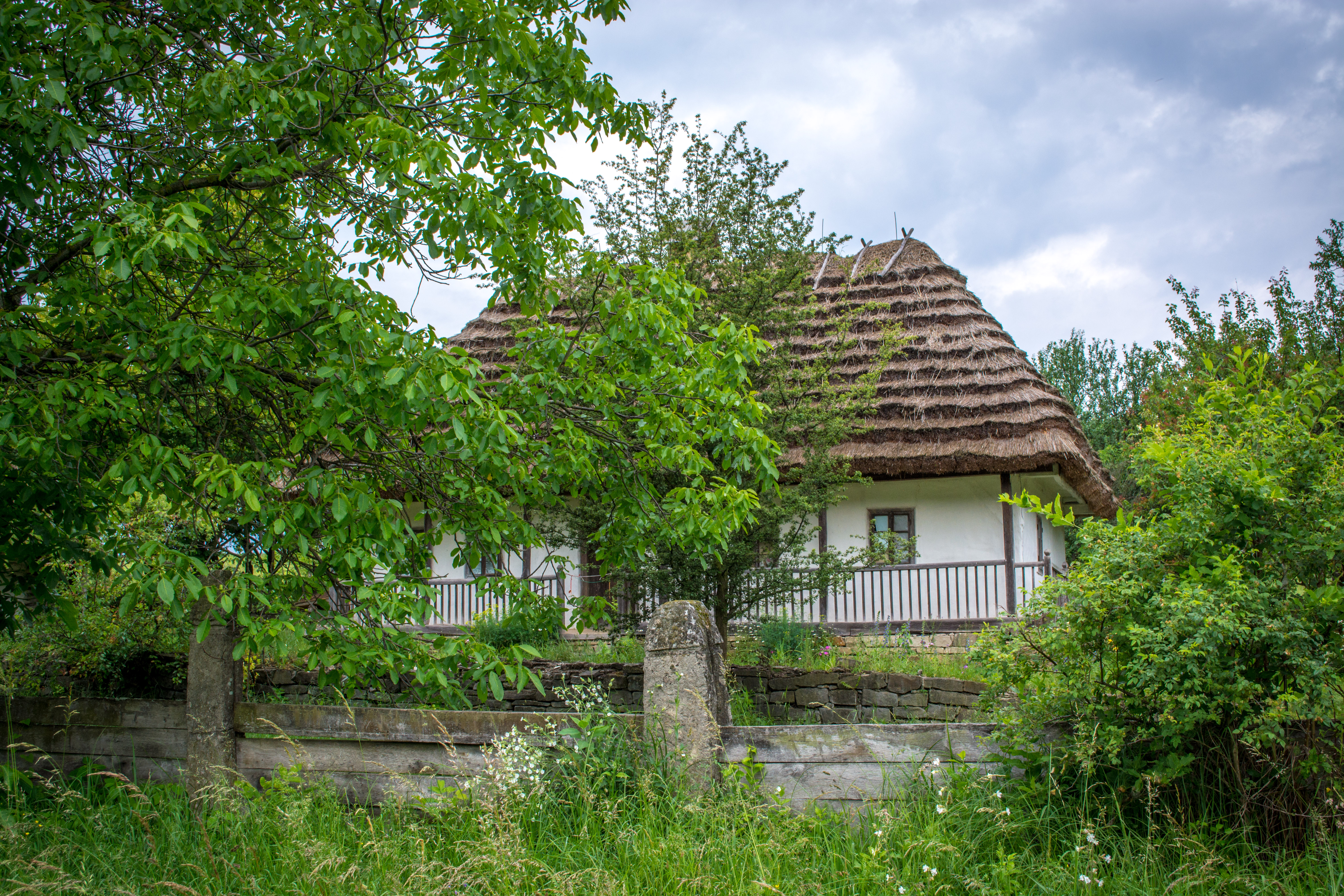
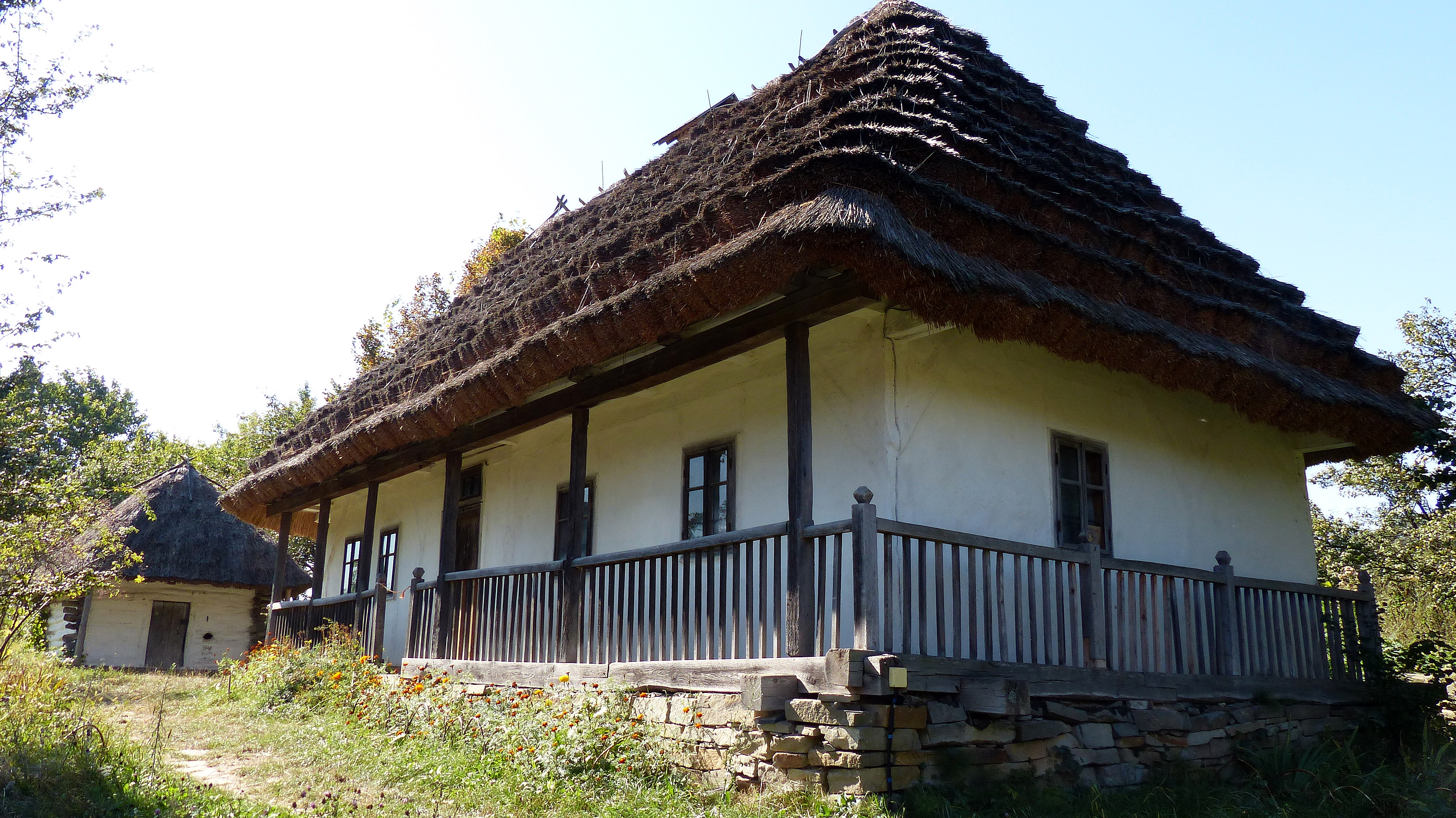
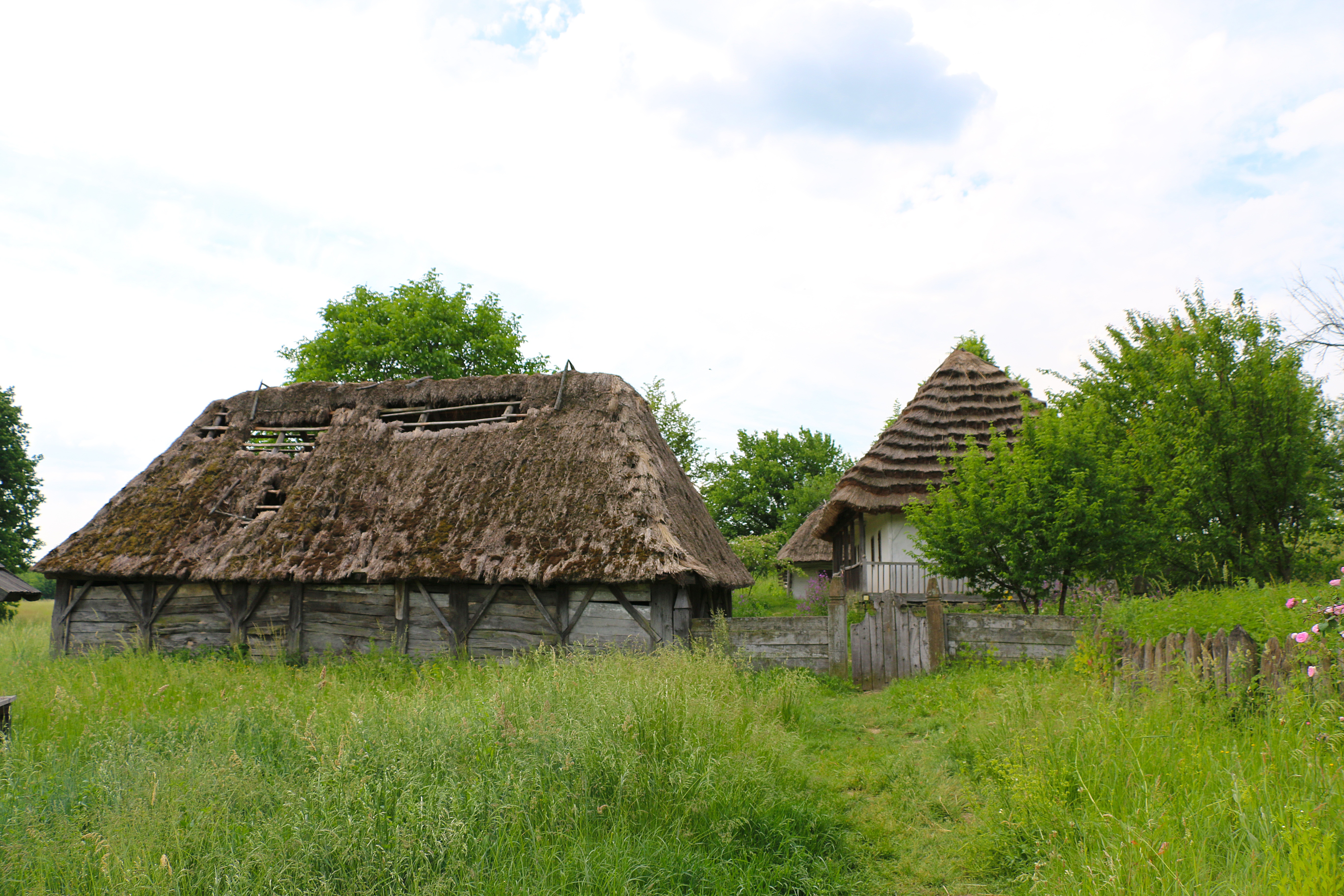
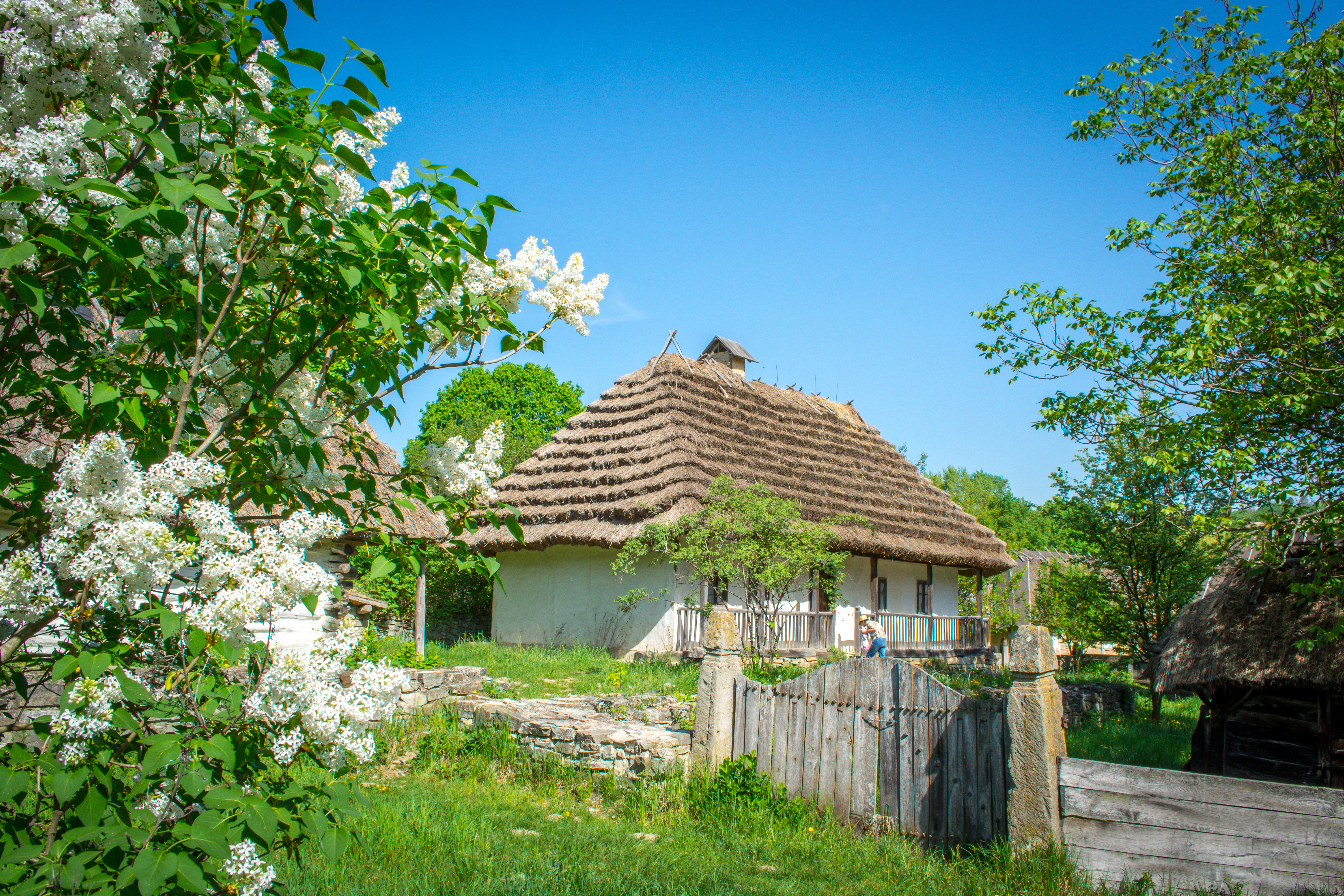
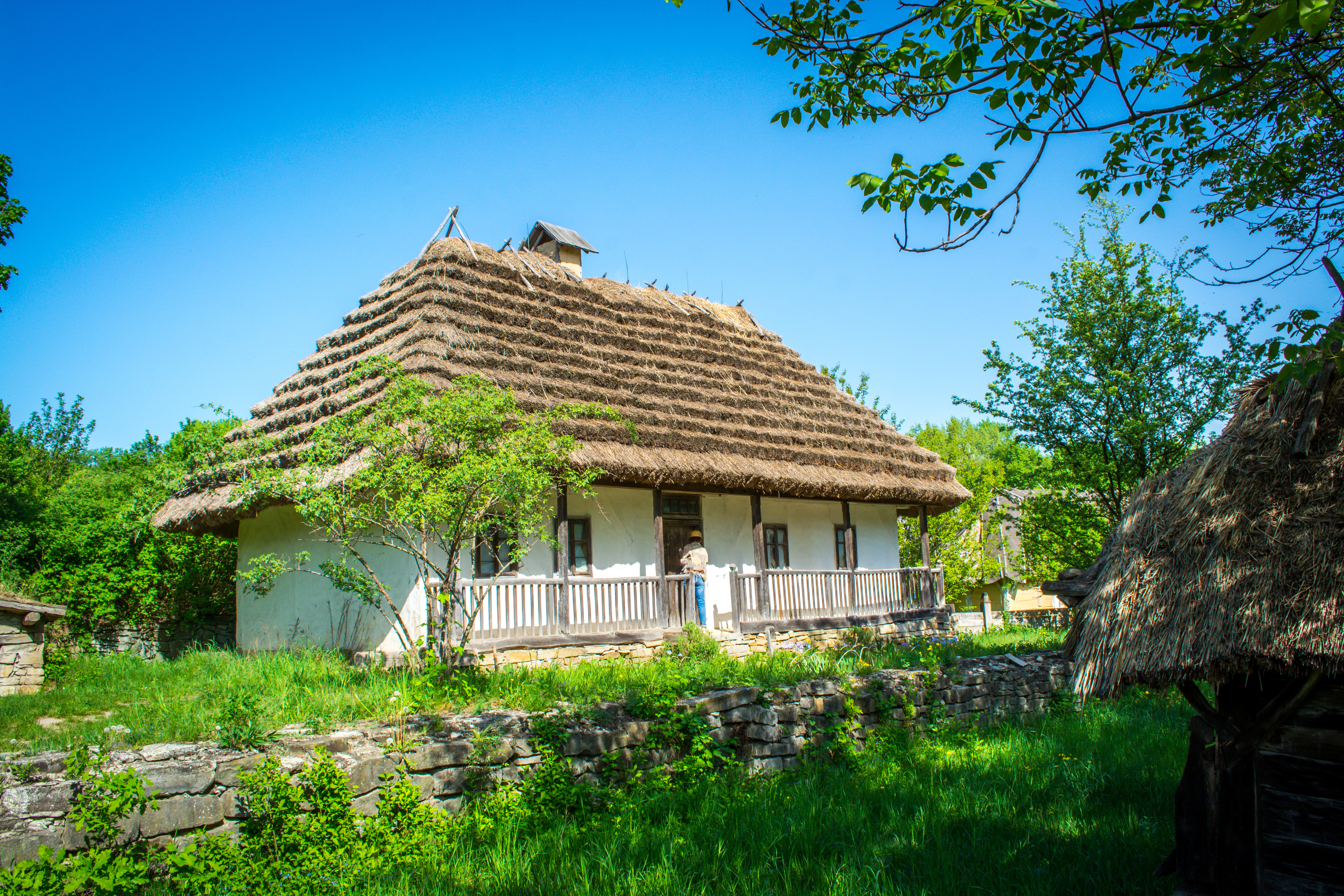